# Western States Petroleum Association
La Western States Petroleum Association (WSPA) est une organisation professionnelle à but non lucratif qui représente les entreprises des domaines de l'exploration, de la production, du raffinage, du transport et de la commercialisation du pétrole dans les six États de l'Ouest américain : l'Arizona, la Californie, Hawaï, le Nevada, l'Oregon et Washington.

## Historique et membres
Fondée en 1907, la WSPA est la plus ancienne association professionnelle du pétrole aux États-Unis d’Amérique. Le siège social de la WSPA est situé à Sacramento, en Californie. Les autres sites de la WSPA sont des bureaux à Torrance, Santa Barbara, Bakersfield, Scottsdale, Arizona et Olympia, Washington.
Les membres de la WSPA comprennent les entités suivantes : Aera Energy LLC, Alaska Tanker Company, Berry Petroleum, BP, Big West of California LLC, Chevron Corporation, ConocoPhillips, ExxonMobil, Lloyd Properties, Navajo Refining Co., Noble Energy, Olympic Pipeline Company, Pacific Operators Offshore, Plains All American, SeaRiver Maritime, Seneca Resources Corp., Shell, Tesoro, US Oil and Refining, Valero Energy Corporation, Venoco et Western Refining.

## Lobbying
La WSPA es l’une des plus grandes forces de lobbying de l’État de Californie. En 2014, la WSPA a dépensé 8,9 millions de dollars en lobbying, soit près du double de ce qu'elle avait dépensé l'année précédente. La WSPA avait dépensé 4,67 millions de dollars en 2013. Cette augmentation s'est produite dans le cadre d'une initiative de la WSPA et d'autres industries pétrolières et gazières visant à réduire l'usage des carburants de transport relevant du programme de plafonnement et d'échange de la Californie, en vertu du Global Warming Solutions Act de 2006.
La présidente actuelle de la WSPA est Catherine Reheis-Boyd.

## Controverses
En novembre 2014, une fuite d'une présentation PowerPoint de la Western States Petroleum Association révèle qu'elle « active » et finance des groupes de pression conçus pour affaiblir la loi californienne sur le changement climatique, la Global Warming Solutions Act de 2006. Ces groupes, qui comprenaient des groupes comme la California Drivers Alliance et Fed Up at the Pump, étaient présentés comme des groupes représentant les intérêts des consommateurs, tandis que la WSPA dépensait des millions en campagnes de relations publiques pour faire avancer le programme politique de l'industrie pétrolière.